# آندره آرزومانیان
آندره آرزومانیان (ارمنی: Անդրե Արզումանյան; زادهٔ ۱۵ آبان ۱۳۳۳ در تهران – درگذشتهٔ ۱۱ خرداد ۱۳۸۹ در تهران) موسیقی‌دان، آهنگساز و نوازندهٔ پیانو ارمنی‌تبار اهل ایران بود. آلبوم موسیقی «پاییز طلایی» با آهنگسازی فریبرز لاچینی، از جمله آثار سرشناس او در عرصهٔ نوازندگی پیانو است.

## زندگی
آندره آرزومانیان در ۱۵ آبان سال ۱۳۳۳ در تهران متولد شد. او فعالیت هنری خود را از سال ۱۳۵۶ با نوازندگی پیانو آغاز کرد. آندره آرزومانیان نوازندگی پیانو را در موسیقی فیلم‌های بسیاری از جمله از کرخه تا راین، بوی پیراهن یوسف، آژانس شیشه‌ای، آخرین پرواز، من، ترانه ۱۵ سال دارم، زن امروز، سام و نرگس، دست‌های آلوده و مرسدس بر عهده داشت. آخرین اثر آندره آرزومانیان در زمینهٔ آهنگسازی فیلم، ساخت موسیقی فیلم نطفه شوم در سال ۱۳۸۷ بود.
وی همچنین در آلبوم‌های موسیقی همچون پاییز طلایی اثر فریبرز لاچینی، سمفونی ایثار اثر مجید انتظامی، سکوت سرشار از ناگفته‌هاست، چیدن سکوت اثر بابک بیات همراه با شعرخوانی احمد شاملو پیانو نواخته‌است.

## زندگی خصوصی
آندره آرزومانیان با شراره دولت‌آبادی بازیگر سینما و تلویزیون ازدواج کرد. حاصل این ازدواج یک فرزند دختر به نام آنی است.

## درگذشت
آرزومانیان به دلیل ابتلا به سرطان مغز استخوان به مدت چهار هفته در بیمارستان میلاد بستری بود و در این مدت نیز سه بار نیز مورد عمل جراحی قرار گرفت. ضمناً چشم‌ها و ریه‌هایش نیز از این بیماری صدمه دیده بود. وی سرانجام در ۱۱ خرداد ۱۳۸۹ در سن ۵۶ سالگی در تهران درگذشت. وی از مقابل تالار وحدت تشییع و در قطعه هنرمندان بهشت زهرا در تهران به خاک سپرده شد.
در سومین دوره مراسم سال‌نوای موسیقی ایران، بزرگداشت ۴ هنرمند درگذشته از جمله آندره آرزومانیان برگزار و از خانوادهٔ وی با اهداء تندیس یادبود قدردانی شد. این مراسم آذر ۱۳۹۶ در تالار خلیج فارس بنیاد آفرینش‌های هنری نیاوران برگزار شد.

## آثار هنری

### موسیقی فیلم
| نام فیلم              | سال  | آهنگساز | سایر سمت‌ها   |
| --------------------- | ---- | ------- | ------------ |
| نطفه شوم              | ۱۳۸۷ | آری     |              |
| پسران آجری            | ۱۳۸۵ | آری     |              |
| الهه زیگورات          | ۱۳۸۲ | آری     |              |
| جوان ایرانی           | ۱۳۸۲ | آری     |              |
| من، ترانه ۱۵ سال دارم | ۱۳۸۰ |         | نوازنده      |
| شور عشق               | ۱۳۷۹ |         | ضبط موسیقی   |
| محبوبه                | ۱۳۷۷ | آری     |              |
| شبیخون                | ۱۳۷۶ | آری     | خواننده      |
| جهان‌پهلوان تختی       | ۱۳۷۶ |         | تشکر         |
| زن امروز              | ۱۳۷۵ | آری     |              |
| سرحد                  | ۱۳۷۵ | آری     |              |
| فرار از جهنم          | ۱۳۷۵ | آری     |              |
| گاومیش‌ها              | ۱۳۷۵ | آری     |              |
| تعقیب                 | ۱۳۷۴ | آری     |              |
| مرد آفتابی            | ۱۳۷۴ |         | نوازنده      |
| سلام به انتظار        | ۱۳۷۴ | آری     |              |
| گارد ویژه             | ۱۳۷۴ | آری     |              |
| گریز از مرگ           | ۱۳۷۴ | آری     |              |
| التهاب                | ۱۳۷۳ | آری     |              |
| بیقرار                | ۱۳۷۳ | آری     |              |
| بی‌تو هرگز             | ۱۳۷۲ | آری     |              |
| از بلور خون           | ۱۳۷۱ | آری     |              |
| خانواده کوچک ما       | ۱۳۷۰ | آری     |              |
| سکوت                  | ۱۳۶۹ | آری     |              |
| علی و غول جنگل        | ۱۳۶۹ | آری     |              |
| رانده شده             | ۱۳۶۸ | آری     |              |
| شنگول و منگول         | ۱۳۶۸ | آری     |              |
| آخرین پرواز           | ۱۳۶۸ |         | نوازنده      |
| سیمرغ                 | ۱۳۶۶ | آری     |              |
| ماهی                  | ۱۳۶۶ | آری     |              |
| تیغ و ابریشم          | ۱۳۶۴ |         | اجرای موسیقی |

### آلبوم‌ها
- تنظیم آلبوم گل‌باران با صدای عباس بهادری (۱۳۷۷)
- تنظیم آلبوم خواب گریه‌ها با صدای قاسم افشار (۱۳۷۸)
- تنظیم و تکنوازی پیانو آلبوم کجا به خنده می‌رسیم با صدای مانی رهنما (۱۳۸۸)
- آخرین آواز عشق، همراه با بابک شهرکی (۱۳۹۴)[۸]